# Campionati mondiali di sci alpino 1936
I Campionati mondiali di sci alpino 1936 si svolsero a Innsbruck in Austria.

## Uomini

### Discesa libera
| Posizione | Atleta              | Nazione  |
| --------- | ------------------- | -------- |
| 1         | Rudolf Rominger     | Svizzera |
| 2         | Giacinto Sertorelli | Italia   |
| 3         | Heinz v. Allmen     | Svizzera |

### Slalom
| Posizione | Atleta           | Nazione  |
| --------- | ---------------- | -------- |
| 1         | Rudolph Matt     | Austria  |
| 2         | Eberhard Kneissl | Austria  |
| 3         | Rudolf Rominger  | Svizzera |

### Combinata
| Posizione | Atleta           | Nazione  |
| --------- | ---------------- | -------- |
| 1         | Rudolf Rominger  | Svizzera |
| 2         | Heinz v. Allmen  | Svizzera |
| 3         | Eberhard Kneissl | Austria  |

## Donne

### Discesa
| Posizione | Atleta          | Nazione       |
| --------- | --------------- | ------------- |
| 1         | Evelyn Pinching | Gran Bretagna |
| 2         | Elvira Osirnig  | Svizzera      |
| 3         | Nini Arx-Zogg   | Svizzera      |

### Slalom
| Posizione | Atleta           | Nazione       |
| --------- | ---------------- | ------------- |
| 1         | Gerda Paumgarten | Austria       |
| 2         | Evelyn Pinching  | Gran Bretagna |
| 3         | Greta Weickert   | Austria       |

### Combinata
| Posizione | Atleta           | Nazione       |
| --------- | ---------------- | ------------- |
| 1         | Evelyn Pinching  | Gran Bretagna |
| 2         | Elvira Osirnig   | Svizzera      |
| 3         | Gerda Paumgarten | Austria       |

## Medagliere
| Pos | Nazione       | Oro | Argento | Bronzo | Totale |
| --- | ------------- | --- | ------- | ------ | ------ |
| 1   | Svizzera      | 2   | 3       | 3      | 8      |
| 2   | Austria       | 2   | 1       | 3      | 6      |
| 3   | Gran Bretagna | 2   | 1       | 0      | 3      |
| 4   | Italia        | 0   | 1       | 0      | 1      |